# Бангладешско-мексиканские отношения
Бангладешско-мексиканские отношения — двусторонние дипломатические отношения между Бангладеш и Мексикой. Страны являются членами Всемирной торговой организации и Организации Объединённых Наций.

## История
8 июля 1975 года были официально установлены дипломатические отношения между странами, через четыре года после того, как Бангладеш получил независимость от Пакистана. В 1981 году президент Бангладеш Абдус Саттар посетил Мексику, чтобы принять участие в саммите «Север-Юг» в Канкуне.
Бангладеш и Мексика выразили обоюдную заинтересованность в расширении двусторонней экономической деятельности между странами. В 2011 году деловая делегация из Бангладеш посетила Мексику с целью изучения потенциальных областей для расширения двусторонней торговли и инвестиций. Изменение климата и борьба с бедностью также были определены как потенциальные области двустороннего сотрудничества между странами. В 2012 году Бангладеш открыл своё первое постоянное посольство в Мехико. В 2015 году государственный министр Бангладеш Шахриар Алам посетил Мексику, чтобы отметить 40-летие установления дипломатических отношений между странами. Находясь в Мексике, провёл переговоры с министром иностранных дел Мексики Хосе Антонио Мидом.

## Визиты на высоком уровне
Из Бангладеш в Мексику:
- Президент Абдус Саттар (1981 год);
- Министр иностранных дел Мохамед Миджарул Куайес (2011 год);
- Государственный министр Шахриар Алам (2015 год).

## Двусторонние соглашения
Между странами подписано несколько двусторонних соглашений, таких как: Соглашение об отмене виз для владельцев дипломатических и официальных паспортов (2013 год); Соглашение о взаимной административной помощи в таможенных вопросах (2013 год) и Меморандум о взаимопонимании относительно консультаций в министерстве иностранных дел (2015 год).

## Торговля
В 2018 году объём товарооборота составил сумму 336 миллионов долларов США. Экспорт Бангладеш в Мексику: хлопок, текстиль и обувь. Экспорт Мексики в Бангладеш: двигатели для лифтов и сами лифты, генераторы, креветки и конденсатоотводчики. В 2016 году мексиканская многонациональная компания «Cemex» продала свои предприятия в Бангладеш «Siam Cement Group».

## Дипломатические миссии
- Бангладеш имеет посольство в Мехико[7].
- Интересы Мексики в Бангладеш представлены через посольство в Нью-Дели (Индия), а также имеется почётное консульство в Дакке[8].